# Aleksandr Kniajinski
Aleksandr Leonidovitch Kniajinski (en russe : Александр Леонидович Княжинский, né le 24 janvier 1936 à Moscou et y décédé le 14 juin 1996 , est un cinéaste soviétique, connu pour son travail sur le film Stalker d'Andreï Tarkovski.

## Filmographie partielle
- 1971 : Toi et moi (en russe : Ты и я, Ty i ya) de Larissa Chepitko
- 1976 : Les Orphelins de Nikolaï Goubenko
- 1979 : Stalker (Сталкер) d'Andreï Tarkovski

## Prix et honneurs
Artiste du Peuple de Russie en 1992.